# Plestiodon lagunensis
Plestiodon lagunensis är en ödleart som beskrevs av  Van Denburgh 1895. Plestiodon lagunensis ingår i släktet Plestiodon och familjen skinkar. IUCN kategoriserar arten globalt som livskraftig. Inga underarter finns listade i Catalogue of Life.